# Liste des villes jumelées de Suisse

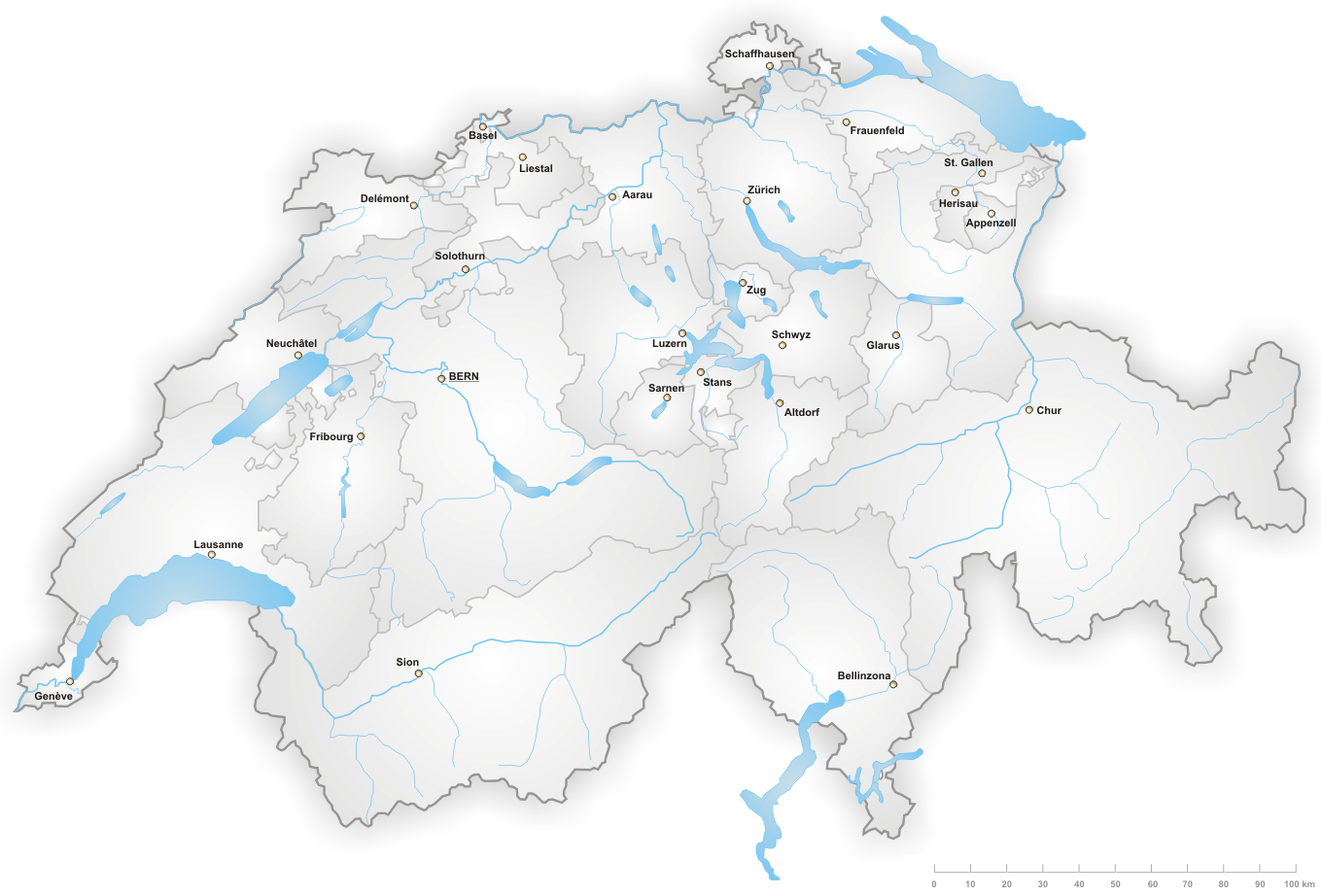
Carte de la Suisse.

Ceci est la liste des villes jumelées de Suisse ayant des liens permanents avec des communautés locales dans d'autres pays. Dans la plupart des cas, en particulier quand elle est officialisée par le gouvernement local, l'association est connue comme « jumelage » (même si d'autres termes, tels que « villes partenaires », « Sister Cities » ou « municipalités de l'amitié » sont parfois utilisés). La plupart des endroits sont des villes, mais cette liste comprend aussi des villages, des districts, comtés, etc., avec des liens similaires.
La liste comprend les villes jumelles et cités-sœurs (Partnergemeinden, Partnerstädte, villes ou communes jumelles) des villes en Suisse liées par une convention ville-jumelle (Städtepartnerschaft ou Gemeindepartnerschaft; jumelage de villes) ou d’accords d'amitié (Freundschaft ou amitié).
Quelques-unes des municipalités suisses participant à des projets organisés par les organisations suisses Patenschaft für Berggemeinden (Parrainage suisse pour communes de montagne) sont incluses. Le programme organise des parrainages des municipalités dans les Alpes suisses par d'autres municipalités suisses. Le jumelage peut être une initiative privée (par exemple entre Zurich et San Francisco) ou d'une initiative des autorités des villes.
- Haut – A
- B
- C
- D
- E
- F
- G
- H
- I
- J
- K
- L
- M
- N
- O
- P
- Q
- R
- S
- T
- U
- V
- W
- X
- Y
- Z

## A

### Aarau(AG)
- Delft, Pays-Bas, (1969)[1]
- Reutlingen, Allemagne, (1986)[1]
- Neuchâtel, Suisse, (1997)[1]

### Aarwangen(BE)
- Vodňany, République tchèque[2]

### Aigle(VD)
- L'Aigle, France, (1964)[3]
- Basserdorf, Suisse, (1969)[3]
- Tübingen, Allemagne, (1973)[3]

### Allschwil(BL)
- Blaj, Roumanie, (1989)[4]
- Pfullendorf, Allemagne, (1984)[5]

### Altdorf(UR)
- Altdorf bei Nürnberg, Allemagne, (1978)[6]

### Arbon(TG)
- Langenargen, Allemagne, (1963)
- Binn, Suisse, (1991)

### Arconciel(FR)
- Arconcey, France, (1985)[7]

### Arosa(GR)
- Fukumitsu, Japon, (1991)
- Shangri-La, Chine, (2011)[8]

### Assens(VD)
- Colombey les Deux Églises, France, (2002)[9]

### Ayent(VS)
- Saint-Brévin-les-Pins, France, (2001)[10]

### Ayer(VS)
- Montferrier-sur-Lez, France, (1999)[11]

## B

### Bâle(BS)
- Miami Beach, États-Unis[12]
- Shanghai, Chine[13]

### Berne(BE)
- Salzburg, Autriche (jumelage temporaire conclu à l'occasion du Championnat d'Europe de football de 2008)[14]

### Bienne(BE)
- San Marcos, Nicaragua[15]

### Boécourt(JU)
- Périgny, France[16]

## C

### Carouge(GE)
- Budavar, Hongrie[17]

### Carrouge(VD)
- Carrouges, France[18]

## D

### Delémont(JU)
- La Trinidad, Nicaragua[19]

## F

### Féchy(VD)
- Oberdiessbach, Suisse (1984)[20]

### Fribourg(FR)
- Rueil-Malmaison, France[21]

## G

### Grand-Saconnex(GE)
- Carantec, France[22]

## L

### Lucerne(LU)
- Bournemouth, Royaume-Uni[23]
- Chicago, États-Unis[23]
- Cieszyn, Pologne[23]
- Guebwiller, France[23]
- Murbach, France[23]
- Olomouc, République tchèque[23]
- Potsdam, Allemagne[23]

## M

### Malleray(BE)
- Tar, Hongrie (1993)[24]

### Montreux(VD)
- Atlanta, États-Unis[25]
- Chiba, Japon[26]
- Menton, France[27]
- Montréal, Canada[28]
- Wiesbaden, Allemagne[29]
- Xicheng, Chine[30]

### Moudon(VD)
- Mazan, France[31]

### Moutier(BE)
- Buhinyuza, Burundi (1993)[32]
- Chiril, Roumanie (2010)[31]
- Cojoci, Roumanie[31]
- Sat Lunga, Roumanie[31]

## N

### Nendaz(VS)
- Gherla, Roumanie (1994)[33]

### Neuchâtel(NE)
- Aarau, Suisse (1997)[34]
- Besançon, France (1975)[34]
- Sansepolcro, Italie (1997)[34]

### Nyon(VD)
- Nyons, France[35]

## O

### Oberdiessbach(BE)
- Féchy, Suisse (1984)[20]

## P

### Porrentruy(JU)
- Igoville, France (1948)[36]
- Tarascon, France (1969)[36]

### Perroy(VD)
- Châteauneuf-de-Gadagne, France (1982)[37]
- Zofingue, Suisse (1982)[37]

## S

### Saint-Oyens(VD)
- Saint-Oyen (Italie), (1968)[38]
- Saint-Oyen (France), (1986)[38]
- Montbellet (France), pour son hameau Saint-Oyen, (2002)[38]

### Sion(VS)
- Colón, Argentine (2006)[39]

## V

### Vevey(VD)[40]
- Carpentras (France)
- Mülheim (Allemagne)

### Vellerat(JU)
- Fourons, Belgique (1983)[41]

## Y

### Yverdons-les-Bains(VD)
- Collesano, Italie (2004)[42]

## Z

### Zermatt(VS)
- Alfano, Italie[43]
- Castro Daire, Portugal[43]
- Fujikawaguchiko, Japon[43]
- Lijang, Chine[43]
- Myōkō, Japon[43]
- Sesto, Italie[43]

### Zurich(ZH)
- Kunming, Chine[44]
- San Francisco, États-Unis[45]

## Cantons
Un canton peut aussi se jumeler avec un état d'un autre pays.

### Bâle-ville
- Massachusetts, États-Unis (2002)[46]

### Jura
- Québec, Canada (1983)[47]